# Сана (певица)
Сана Минатозаки (на японски: さな), по-известна със сценичното си име Сана (на корейски: 사나), е японска певица. Тя дебютира през 2015 г., като член на южнокорейската момичешка група „Twice“, формирана от „JYP Entertainment“.

## Биография
Сана е родена на 29 декември 1996 г., в Tennōji-ku, Осака, Япония. Няма братя или сестри.

## Кариера

### Преди дебюта
Сана започва да се обучава в агенция за таланти в Осака през 2009 г., първоначално планирайки да стане изпълнителка в Япония, а не в Южна Корея. По време на гимназиалното ѝ обучение, тя е забелязана от служител на JYP Entertainment в мола и я поканил да участва в ежегодно прослушване на JYP Entertainment в Япония, проведено на следващия ден. Тя преминала прослушването и се присъединила към JYP Entertainment в Южна Корея през април, 2012 г. Сана се обучавала около три години в компанията, преди нейния евентуален дебют с Twice. По някое време се очакваше че тя ще стане част от нова момичешка група на JYP Entertainment, но проектът беше отказан и групата не дебютира.

### 2015 г. до момента:Sixteen, Twice, и солови активности
През 2015 г. Сана участва в южнокорейското риалити шоу Sixteen, чийто домакини са JYP Entertainment и е копродуцирано от Mnet. Целта му е да определи бъдещите членове на Twice. Тя преминава и през октомври 2015 г. дебютира с тях. Водещата песен"Like Ooh-Ahh" в техния първи албум, The Story Begins, е първата Крор дебютна песен, достигнала 100 милиона гледания в YouTube. Сана е известна с нейния енергичен и бодър характер, и си заслужава популярност в Южна Корея и по целия свят. Нейната известност, съчетана с тези на сънародниците ѝ, Момо и Мина, спомагат за отношенията на Япония с Южна Корея. В годишната музикална анкета на Gallup Korea за 2018 г., Сана е класирана на седемнайсето място за най-популярен идол в Южна Корея, правейки я най-високо класиралия се японски Kpop идол в класацията. Извън групата Сана е популяризирала много различни марки и продукти.
Вечерта на прехода на Япония от Хейсей ерата към Рейуа ерата на 1 май, 2019 г., Сана постна съобщение от Инстаграм на Twice, казвайки сбогом на ерата, в която е родена, и приветствайки следващата. Според превода, тя казва: „Аз бях родена в Хейсей ерата, така че съм тъжна да я видя да свършва. Бих казала „Добра работа“ на Хенсей. В навечерието на новата Рейуа ера, ще прекарам последния ден от Хенсей със свеж ум“. Коментарът на Сана предизвика онлайн критика у онези, които го определиха като липса на уважение към Южна Корея, защото японските ери са наименуват на царуващия император. От друга страна, някои фенове я защитиха като човек, който просто коментира текущи събития, а не обсъжда спорното минало.

### Фотокниги
| Заглавие        | Дата          | Издател           |
| --------------- | ------------- | ----------------- |
| Yes, I am Sana. | 16 април 2021 | JYP Entertainment |

## Дискография

### Авторство на песни
| Година | Песен                 | Албум          | Със                                         |
| ------ | --------------------- | -------------- | ------------------------------------------- |
| 2018   | „Shot Thru the Heart“ | Summer Nights  | Momo, Mina                                  |
| 2019   | „Turn It Up“          | Fancy You      | earattack                                   |
| 2019   | „21:29“               | Feel Special   | Всички членове на Twice                     |
| 2020   | „Do What We Like“     | Eyes Wide Open | -                                           |
| 2021   | „Conversation“        | Taste of Love  | -                                           |
| 2022   | „Celebrate“           | Celebrate      | J. Y. Park, Всички членове на Twice, Co-sho |